# Denis Sanguin de Livry
Pour les articles homonymes, voir Sanguin et Livry.
Denis Sanguin de Livry  (baptisé à Paris le 5 avril 1622 et mort à Paris le 13 mars 1702) fut évêque de Senlis  de 1651 à sa mort.

## Biographie
Denis ou Denys Sanguin de Livry est le fils de Charles Sanguin († 1666), seigneur de Livry et de Marie Dollé. Son éducation est supervisée par son oncle l'évêque de Senlis Nicolas Sanguin et il obtient un doctorat en droit canon. Chanoine de la Sainte-Chapelle de Paris vers 1637, il est également chanoine du chapitre de Chartres et prieur commendataire de Sainte-Madeleine-de-Parthenay et ordonné prêtre vers 1646
Il est désigné puis nommé évêque de Senlis en juin 1651 à la suite du retrait de son oncle qui résigne le siège en sa faveur. Confirmé par bulles pontificales le 28 octobre, il est consacré par son oncle en janvier 1652 dans l'église de Saint-Louis-des-Jésuites à Paris. En 1670 il succède comme abbé commendataire de Grestain à son cousin Denis Sanguin de Saint-Pavin. Son épiscopat est particulièrement long et paisible et il meurt à Paris le 1er mars 1702, doyen des évêques de France.